# オッセ
オッセ（Ossë）は、J・R・R・トールキンの中つ国を舞台とした小説、『シルマリルの物語』の登場人物。マイアールのひとり。
水の王ウルモの臣下で、中つ国沿岸の海を治める。岸辺を愛するが、ときに荒天を好むため、船乗りからは信頼されていない。配偶者は海の妃ウイネン。

## 猛々しいマイア
オッセとその配偶者ウイネンは水の王ウルモの臣下であった。アルダの創造のとき、メルコールに誘惑されたオッセは、海を荒らして陸を害した。アウレはウイネンにオッセを抑えるように求め、ウイネンはオッセを連れてウルモの前へ出た。ウルモの前でオッセは再び忠誠を誓い、かれは許された。かれは概ね忠実であったが、嵐を好む心は失われず、ウルモの命なしに荒天を引き起こすことがある。

## テレリの友
クイヴィエーネンからの旅を続け、ベレリアンドの西岸、シリオンの河口近くに辿りついたけたテレリは、オルウェを王にかつぎ、西岸に留まった。オッセは妻のウイネンとともに、かれらを助けた。かれはしばしばバラール島を訪れ、テレリに海の全ての知識と音楽を授けたため、テレリは海を愛した。
テレリをアマンに運ぶためにウルモが現れると、オッセはかれの支配域からテレリが去るのを深く悲しみ、中つ国に留まるように説いた。テレリの多くはオルウェとともに大海をこえたが、かれらのうちオッセのもとめに応じたものたちは、ファラスにブリソンバールとエグラレストの港を築き、中つ国で最初の船乗り、最初の船大工となった。かれらは「ファラスのエルフ」ことファラスリムと呼ばれ、キーアダンが統治者となった。
孤島に乗ったオルウェの一党は、ウルモに運ばれて大海を越えていったが、オッセはこれを追い、アマンの手前、エルダマール湾で声をかけた。声を聴いたテレリはウルモに止まるように願い、ウルモは止まった。オッセはウルモの命によりこの島を海底と繋ぎとめ、テレリはこの離れ島、トル・エレッセアに長く住んだ。このためかれらの言葉はアマンに住むヴァンヤールやノルドールと異なるものとなった。
やがてテレリのアマンへの憧憬は高まり、ウルモに命じられたオッセはかれらに船作りの技を伝えた。オッセは餞として白鳥を送り、テレリの船は白鳥たちに引かれてアマンに至った。
怒りの戦いのあと、トル・エレッセアには中つ国から来たエルダールたちが住んだ。
後にアルクウァロンデにおいて、フェアノール率いるノルドールによる、オルウェの民の殺害がおこると、オルウェはオッセに助けを求めたが、かれは来なかった。ヴァラールは、オッセがノルドールの帰還を妨げることを、禁じたためである。しかしフェアノールの船団はウイネンの怒りを受け、多くの船と船乗りを失った。

## ノルドールとオッセ
ノルドールの叛乱後、トゥアゴンはヒスルムの南西の地ネヴラストの領主となり、大海に臨むヴィンヤマールに住んだ。この頃ネヴラスト南西にあるタラス山付近の海岸には多くのシンダールが住んでいたが、これはウルモとオッセがたびたびこの地を訪れたためである。タラス山周辺ではノルドールとシンダールが混ざり合って住み、一つの民になっていった。
モルゴスの支配が強まると、トゥアゴンはヴァラールの助力を求めてキーアダンの元へ使者を送った。トゥアゴンの使者の一人ヴォロンウェは、キーアダンの手による七隻目にして最後の船に乗り込むと、ヴァリノールへ向けて旅立った。使者たちの乗った船は七年に渡って大海をさまよったあと、諦めて中つ国へ戻ることにした。かれが故郷のタラス山を認めたとき、オッセの嵐によって船は打ち壊され沈んだ。

## ヌーメノールとオッセ
怒りの戦いのあと、エダインのための土地、ヌーメノールが作られた。オッセは海底からこの島を持ち上げ、アウレがこれを定着させ、ヤヴァンナが肥沃にした。またこの地を飾る花々や噴水が、トル・エレッセアから運ばれた。

## 初期稿でのオッセ
『シルマリルの物語』の初期稿では、彼はマイアではなくヴァラールの一柱であり、そこでもウルモに反発することが多かったという。また、ウルモと彼の使いの神鯨ウインを中心としたクジラ達がトル・エレッセアの島をヴァリノールの沿岸に運んだが、後にオッセが同島を西へ運び、その際に欠け落ちた島の部分が中つ国におけるバラール島、現在のアイルランドになったとされる。